# ناحیه آگوستا، شهرستان هنکاک، ایلینوی
ناحیه آگوستا (به انگلیسی: Augusta Township) یک منطقهٔ مسکونی در ایالات متحده آمریکا است که در شهرستان هنکاک، ایلینوی واقع شده‌است. ناحیه آگوستا ۲۰۵ متر بالاتر از سطح دریا واقع شده‌است.